# HeliCentre
HeliCentre is een Nederlands helikopterbedrijf, opgericht in december 2005.
Sinds 2012 heeft HeliCentre de thuisbasis op vliegveld Lelystad.
Het bedrijf heeft een volledige vervoersvergunning (Air Operators Certificate NL-36) en is ook een EASA Approved Training Organisation (ATO-31).

## Activiteiten
De activiteiten die HeliCentre uitvoert zijn:
- Helikopterrondvluchten (braderieën, evenementen, bedrijfsfeesten);
- Helikopterdroppingen;
- VIP- en vervoersvluchten per helikopter;
- Foto- en filmwerkzaamheden per helikopter;
- Controle- en inspectievluchten;
- Proeflessen helikopter;
- Opleiding tot privévlieger helikopter;
- Opleiding tot beroepsvlieger helikopter;
- Opleiding tot vlieginstructeur helikopter.

## Vloot
De vloot van HeliCentre bestaat uit de volgende helikopters:
- Robinson R22 (2-persoons helikopter met zuigermotor);
- Robinson R44 (4-persoons helikopter met zuigermotor);
- Robinson R66 (5-persoons helikopter met turbinemotor);
- Guimbal Cabri G2 (2-persoons helikopter met zuigermotor);
- Airbus H120 (5-persoons helikopter met turbinemotor);
- Airbus H125 (6-persoons helikopter met turbinemotor)